# جوناثان نيل
جوناثان نيل (بالإنجليزية: Jonathan Neale)‏ هو مهندس بريطاني، ولد في 19 أغسطس 1962 في ووكينغ في المملكة المتحدة.